# Madhav P. Pandit
Madhav P. Pandit (* 14. Juni 1918 in Sirsi; † 14. März 1993 in Madras) war ein spiritueller Autor, Lehrer und Sanskrit-Gelehrter. Einige Jahrzehnte lang war er ein Sekretär der Mutter (Mirra Alfassa) des Sri Aurobindo Ashrams. In seinen zahlreichen Büchern erläuterte er insbesondere Themen des integralen Yoga, verfasste aber u. a. auch viele Titel über die Veden, Upanishaden und das Tantra.

## Geburt und Herkunft
Madhav P. Pandit wurde in Sirsi geboren, einer kleinen Stadt in Karnataka. Seine Familie gehörte der Gemeinschaft der Gowd Saraswats an, die ursprünglich im Kaschmir beheimatet war, jedoch aus verschiedenen Gründen in andere Landesteile Indiens auswanderte. Sein Vater war ein wohlhabender, angesehener Rechtsanwalt, der sich in vielfältiger Weise sozial engagierte.

## Kindheit und Ausbildung
Pandit wuchs in einer sehr religiösen Hindu-Familie auf. Bereits als er noch ein kleines Kind war, nahm ihn seine Mutter täglich früh morgens in einen Tempel mit, wo er einige Zeit in Anbetung und Kontemplation verbrachte, was seinen späteren spirituellen Weg vorbereitete und mitprägte. Einige traditionelle Gebräuche wie Pranām, die tiefe Verbeugung als Zeichen der Verehrung der Gottheit oder des Gurus, sollte er auch später beibehalten.
Pandits Vater wollte, dass er ihm im Einklang mit der Familientradition als Anwalt nachfolgte. Deshalb schickte er ihn auf die besten Schulen und arrangierte zusätzlich Privatunterricht für ihn in Englisch, Sanskrit, Mathematik und Naturwissenschaften. Nach Erlangung der Hochschulreife setzte Pandit seine Studien auf dem Karnatak College in Dharwar fort.

## Spirituelle Kontakte
Sundarrao, einer von Pandits Brüdern, unterhielt enge Kontakte zu Vasishtha Ganapati Muni, einem bekannten Schüler von Ramana Maharshi, der ein herausragender Sanskrit-Gelehrter und Dichter war. Schon in jungem Alter lernte Pandit ihn kennen und ebenso auch seinen Schüler Kapali Sastry, der zu Pandits Tutor werden sollte. Er war ein bedeutender Veda-Gelehrter und Tantra-Experte und unterrichtete Sanskrit an einer Schule in Madras. Später wurde er zu einem Schüler Sri Aurobindos und der Mutter und schloss sich dem Sri Aurobindo Ashram an, wo er einige wichtige Texte Sri Aurobindos ins Sanskrit und in die südindischen Sprachen Tamil und Telugu übersetzte. Er gab sein vielfältiges Wissen an Pandit weiter und begleitete ihn während seiner Ausbildung und später auf seinem Yoga-Weg mit Rat und Unterstützung.

## Der Weg in den Sri Aurobindo Ashram
Pandit hatte eines Tages durch Zufall einen Artikel über Sri Aurobindo in der Bibliothek von Sundarrao entdeckt und fühlte sich spontan hingezogen zum Namen und Foto des Freiheitskämpfers und Yogis. In der Folgezeit korrespondierte er viel mit Kapali Sastry in Pondicherry und gewann zunehmend Interesse an spiritueller Literatur, las u. a. die Werke von Swami Vivekananda und Bücher über Ramakrishna. Aber mehr und mehr wandte er sich Sri Aurobindo und dessen Werken zu.
Im April 1937 reiste er das erste Mal nach Pondicherry, wo Kapali Sastry für ihn eine Begegnung mit der Mutter arrangierte, die ihn tief berührte. Auf Rat seines Bruders, und ermutigt von der Mutter, ging er jedoch zunächst nach Bombay und schloss dort seine akademischen Studien mit einem Bachelor-Degree in Wirtschaftswissenschaften ab. Daraufhin war der Weg frei für ihn in den Ashram und er schloss sich ihm 1939 im Alter von 21 Jahren an.

## Leben im Ashram und Vortragsreisen
Im Ashram widmete sich Pandit intensiv dem integralen Yoga-Weg und den Aufgaben, die ihm zugewiesen wurden. Im Laufe der Jahre entwickelte er beständig seine literarischen Fähigkeiten. Er übersetzte Werke von Kapali Sastry aus dem Sanskrit und schrieb zahllose Bücher über Philosophie, Yoga, die Lehren Sri Aurobindos und der Mutter oder über Mantra, Tantra, Veda und die Upanishaden. Dabei bemühte er sich stets um eine allgemein verständliche Sprache, um möglichst viele Leserinnen und Leser aller Schichten zu erreichen. In seinem Buchtitel Mutter und Ich berichtete er später über seine ständigen persönlichen Begegnungen mit der Mutter als ihr Sekretär und die vielen Themen, die er mit ihr besprach. In den Büchlein How do I begin und How do I proceed (dt. Ausg. Die Praxis des integralen Yoga) erläuterte er mit konkreten Hinweisen seine Vorstellungen vom Yoga Sri Aurobindos und der Mutter.
Als die Mutter am 17. November 1973 ihren Körper verlassen hatte, setzte er seinen Weg fort und schrieb seinen Korrespondenten, dass ihre Gegenwart und Liebe weiter fortdauerten. Ab 1976 unternahm er Auslandsreisen, um Sri Aurobindos Botschaft auch in ferne Länder zu tragen. Mehrmals bereiste er insbesondere die USA und Europa, hielt Vorträge, organisierte Seminare und Konferenzen und gab Interviews. Über seine vielfältigen Erfahrungen schrieb er regelmäßig in seinem Service Letter. Bei all dem lehnte er es jedoch ab, „Guru“ genannt zu werden, und sagte einmal in einem Interview in Florida, dass sich das alte Ideal überlebt habe und nicht mehr zeitgemäß sei. Heute stehe das früher geheime Wissen allen frei zur Verfügung und jeder habe die Möglichkeit, sein spirituelles Leben in Eigenverantwortung selbst zu lenken und in die Hand zu nehmen.
Nach einer schweren Erkrankung starb Pandit am 14. März 1993 in einer Klinik in Madras. Als sein Körper einen Tag später in seinem Haus in Pondicherry aufgebahrt wurde, kamen zahllose Verehrer, um von ihm Abschied zu nehmen.

### Werke in deutscher Sprache

#### Bücher
- Einführung in Savitri (2004), Karlsruhe, edition sawitri
- Die Praxis des integralen Yoga (2008), Auroville, Prisma (Vertrieb: edition sawitri)
- Mutter und Ich (2010), Auroville, Prisma (Vertrieb: edition sawitri)

#### E-Books
- Die Praxis des integralen Yoga (2014), Auro Media Verlag
- Unsterbliche Rose (2014), Auro Media Verlag
- Der Ruf und die Gnade (2016), Auro Media Verlag
- Mutter und Ich (2018), Auro Media Verlag
- Yoga in Savitri (2018), Auro Media Verlag

### Sekundärliteratur
- P. Raja (1993), M. P. Pandit, A Peep into his Past. Pondicherry, Dipti Publications
- S. Ranade (1997) Madhav Panditji. Pondicherry, Dipti Publications